# Пеппи Длинныйчулок
Пе́ппи Длинныйчуло́к (швед. Pippi Långstrump, полное имя — Пеппилотта Виктуалия Рульгардина Крисминта Эфраимсдоттер Длинныйчулок, швед. Pippilotta Viktualia Rullgardina Krusmynta Efraimsdotter Långstrump) — главная героиня одноимённой повести шведской писательницы Астрид Линдгрен и её продолжений. Пеппи — фантастически сильная и самостоятельная девочка, чьё эксцентричное поведение и необычайные способности удивляют соседей и служат источником юмора в книгах.
Имя Pippi придумала дочь Астрид Линдгрен, Карин. Устоявшаяся русская передача имени «Пеппи» вместо транскрипции «Пиппи» (швед. Pippi) была предложена первым переводом Л. З. Лунгиной во избежание ненужных созвучий в русском языке.

## Описание
Пеппи — маленькая рыжая веснушчатая девочка, которая живёт одна на вилле «Курица» в небольшом шведском городке вместе со своими животными: мартышкой Господином Нильсоном и лошадью. Пеппи — дочь капитана Эфраима Длинныйчулок, который впоследствии стал вождём чернокожего племени. От своего отца Пеппи унаследовала фантастическую физическую силу, а также чемодан с золотом, позволяющий ей безбедно существовать. Мама Пеппи умерла, когда та была ещё младенцем. Пеппи уверена, что мама стала ангелом и смотрит на неё с неба («Моя мама — ангел, а папа — негритянский король. Не у всякого ребёнка такие знатные родители»).
Пеппи «перенимает», а скорее, придумывает разнообразные обычаи разных стран и частей света: при ходьбе пятиться назад, ходить по улицам вниз головой, «потому что ногам жарко, когда ходишь по вулкану, а руки можно обуть в валенки».
Лучшие друзья Пеппи — простые соседские ребята Томми и Анника Сеттергрен. В компании Пеппи они часто попадают в неприятности и смешные переделки, а иногда — в настоящие приключения. Попытки друзей или взрослых повлиять на безалаберную Пеппи ни к чему не приводят: она не ходит в школу, неграмотна, фамильярна и всё время сочиняет небылицы. Тем не менее, у Пеппи доброе сердце и всегда хорошее настроение.
Пеппи Длинныйчулок независима и делает всё, что хочет. Например, спит с ногами на подушке и с головой под одеялом, носит разноцветные чулки, возвращаясь домой, пятится задом, потому что ей не хочется разворачиваться, раскатывает тесто прямо на полу и держит лошадь на веранде.
Она невероятно сильная и проворная, хотя ей всего девять лет. Она носит на руках собственную лошадь, побеждает знаменитого и высокомерного циркового силача Адольфа, разбрасывает в стороны целую компанию хулиганов, обламывает рога свирепому быку, ловко выставляет из собственного дома двух полицейских, прибывших к ней, чтобы насильно забрать её в детский дом, и молниеносно забрасывает на шкаф двоих воров, которые решили её ограбить. Однако в расправах Пеппи нет жестокости. Она на редкость великодушна к своим поверженным врагам. Осрамившихся полицейских она угощает свежеиспечёнными пряниками в форме сердечек. А сконфуженных воров, отработавших своё вторжение в чужой дом тем, что они всю ночь танцевали с Пеппи твист, она великодушно награждает золотыми монетами, на сей раз честно заработанными.
Пеппи не только на редкость сильна, она ещё и невероятно богата. Ей ничего не стоит купить для всех детей в городе «сто кило леденцов» и целый магазин игрушек, но сама она живёт в старом полуразвалившемся доме, носит единственное платье, сшитое из разноцветных лоскутов, и единственную пару туфель, купленных ей отцом на вырост. Отец Пеппи, Эфраим Длинныйчулок — капитан дальнего плавания, Пеппи его давно уже не видела, но она верит, что он не только жив, но стал королём в Южных морях. У Эфраима есть реальный прототип.
Но самое удивительное в Пеппи — это её яркая и буйная фантазия, которая проявляется и в играх, которые она придумывает, и в удивительных историях о разных странах, где она побывала вместе с папой-капитаном, и в бесконечных розыгрышах, жертвами которых становятся недотёпы-взрослые. Любой свой рассказ Пеппи доводит до абсурда: вредная служанка кусает гостей за ноги, длинноухий китаец прячется под ушами во время дождя, а капризный ребёнок отказывается есть с мая по октябрь. Пеппи очень расстраивается, если кто-нибудь говорит, что она врёт, ведь врать нехорошо, просто она иногда забывает об этом.
Пеппи — мечта ребёнка о силе и благородстве, богатстве и щедрости, свободе и самоотверженности. Но вот взрослые Пеппи почему-то не понимают. И аптекарь, и школьная учительница, и директор цирка, и даже мама Томми и Анники злятся на неё, поучают, воспитывают. Видимо, поэтому больше всего на свете Пеппи не хочет взрослеть:

«Взрослым никогда не бывает весело. У них вечно уйма скучной работы, дурацкие платья и куминальные налоги. И ещё они напичканы предрассудками и всякой ерундой. Они думают, что стрясётся ужасное несчастье, если сунуть в рот нож во время еды, и всё такое прочее».

Но «кто сказал, что нужно стать взрослым?» Никто не может заставить Пеппи делать то, чего она не хочет!
Книги о Пеппи Длинныйчулок исполнены оптимизма и неизменной веры в самое-самое хорошее.

## Книги о Пеппи
- Пеппи Длинныйчулок (повесть)

- «Пеппи поселяется на вилле „Курица“» (Pippi Långstrump) (1945)
- «Пеппи отправляется в путь» (Pippi Långstrump går ombord) (1946)
- «Пеппи в стране Веселии» (Pippi Långstrump i Söderhavet) (1948)

- «Пеппи Длинныйчулок в Парке-где-растёт-хмель» (рассказ) (Pippi Långstrump i Humlegården) (1949)
- «Разграбление рождественской ёлки, или Хватай что хочешь» (рассказ) (Pippi Långstrump har julgransplundring) (1950)

Также существует целый ряд «книжек-картинок», не издававшихся в России. В основном они представляют иллюстрированные издания отдельных глав оригинальной трилогии.

Перевод
Повесть переведена на русский язык Лилианной Лунгиной. Именно её перевод сейчас считается классическим. Есть и другой перевод — Людмилы Брауде совместно с Ниной Беляковой. Два более поздних рассказа переведены только Людмилой Брауде.
Художники
Основным иллюстратором книг про Пеппи считается датская художница Ингрид Ванг Нюман. Именно её иллюстрации наиболее известны во всём мире.

### Переиздание
В 1970 году в интервью газете «Expressen» Астрид Линдгрен призналась, что если бы она писала книги про Пеппи сегодня, то «убрала бы оттуда несколько идиотизмов» — в частности, не употребляла бы слово «негритянский». В 2015 году с согласия её дочери Карин было выпущено новое издание книг, в которых отец Пеппи был описан как «король Южного моря», а не «негритянский король».

## Постановки
- 1970 — Рижский ТЮЗ.
- 2011 — Новосибирский городской драматический театр под руководством Сергея Афанасьева[3]
- 2016 — Ростовский-на-Дону Академический молодёжный театр[4]

## Экранизации
- Пеппи Длинныйчулок (Pippi Långstrump — Швеция, 1949) — фильм Пера Гунваля. В роли Вивека Серлачиус[швед.].
- Американская телепостановка 1961 года из цикла передач «Shirley Temple's Storybook», снятая по мотивам оригинальной книги.
- Пеппи Длинныйчулок (Pippi Långstrump — Швеция, 1969) — телесериал Олле Хелльбома. «Шведская» версия телесериала — в 13 сериях, версия ФРГ — 21 серия. В главной роли — Ингер Нильсон. Телесериал с 2004 года в «немецкой» версии показывается на канале «Культура». Киновариант — 4 фильма (выпуск 1969, 1970 гг.). Две кинокартины — «Пеппи Длинныйчулок» и «Пеппи в стране Така-Тука» демонстрировались в советском прокате.
- «Пеппи Длинныйчулок» — диафильм (СССР, 1971)
- Приключения в городе, которого нет (СССР, 1974). В роли Татьяна Прусакова
- Пеппи Длинныйчулок (СССР, 1984) — телевизионный двухсерийный художественный фильм. В роли Светлана Ступак.
- Американский телефильм «Pippi Longstocking» 1985 года, из цикла ABC Weekend Special[5]. В роли Керри Кей Хейм
- Новые приключения Пеппи Длинныйчулок (The New Adventures of Pippi Longstocking — США, Швеция, 1988). В роли Тами Эрин
- Пеппи Длинныйчулок (Pippi Longstocking — Швеция, Германия, Канада, 1997) — мультфильм
- Пеппи Длинныйчулок (Pippi Longstocking — Канада, 1997—1999) — мультсериал

## Интересный факт
На банкноте 20 шведских крон образца 2015 года изображены Пеппи Длинныйчулок и портрет Астрид Линдгрен.